# Kiss de Los Angeles
Stade
Les Kiss de Los Angeles (LA KISS) est une franchise professionnelle de football américain en salle basée à Anaheim en Californie, qui a été membre de la Arena Football League (AFL) entre 2013 et 2016.
Ils rejoignent l’AFL en tant qu’équipe d’expansion après que la précédente franchise de Los Angeles (les Avengers de Los Angeles) ait cessé ses activités. Les propriétaires de l’équipe sont le manager, Doc McGhee ainsi que membres du groupe de rock Kiss, Gene Simmons et Paul Stanley.
L’équipe joue ses matchs à domicile au Honda Center, situé à Anaheim, salle qu’elle partage avec les Ducks d’Anaheim de la Ligue nationale de hockey (NHL).

## Histoire

### Histoire antérieure de l'AFL en Californie du Sud
LA Kiss est la troisième équipe AFL à représenter Los Angeles, la quatrième à représenter le sud de la Californie et la deuxième à jouer au Honda Center. La première équipe AFL de Los Angeles sont les Cobras de Los Angeles, qui jouent leur seule saison (1988) à la Los Angeles Memorial Sports Arena terminant celle-ci avec un bilan de 5–6–1. Ils se qualifient pour la phase finale mais sont éliminés au premier tour par les Bruisers de Chicago.
Huit ans plus tard, les Piranhas d’Anaheim quittent Las Vegas pour commencer la saison 1996 au Honda Center (Arrowhead Pond à l’époque). Leur première saison leur permet de finir 9-5 et de participer à la phase finale (défaitet face au Storm de Tampa Bay lors du premier tour). La saison suivante, ils finissent avec un bilan de 2-12 et cessent ensuite leurs activités, leur propriétaire, David Baker devenu commissaire de l'AFL désirant se concentrer sur cette fonction.
C'est la franchise des Avengers de Los Angeles qui jouera le plus longtemps en Arena Football. Ceux-ci évoluent pendant neuf saisons au Staples Center jusqu'à la suspension des opérations de la ligue en 2008. Pendant cette période, l’équipe remporte le titre de division en 2005 et participe cinq fois aux séries éliminatoires (playoffs) ne remportant qu’un seul de ces matchs.

### Kiss arrive

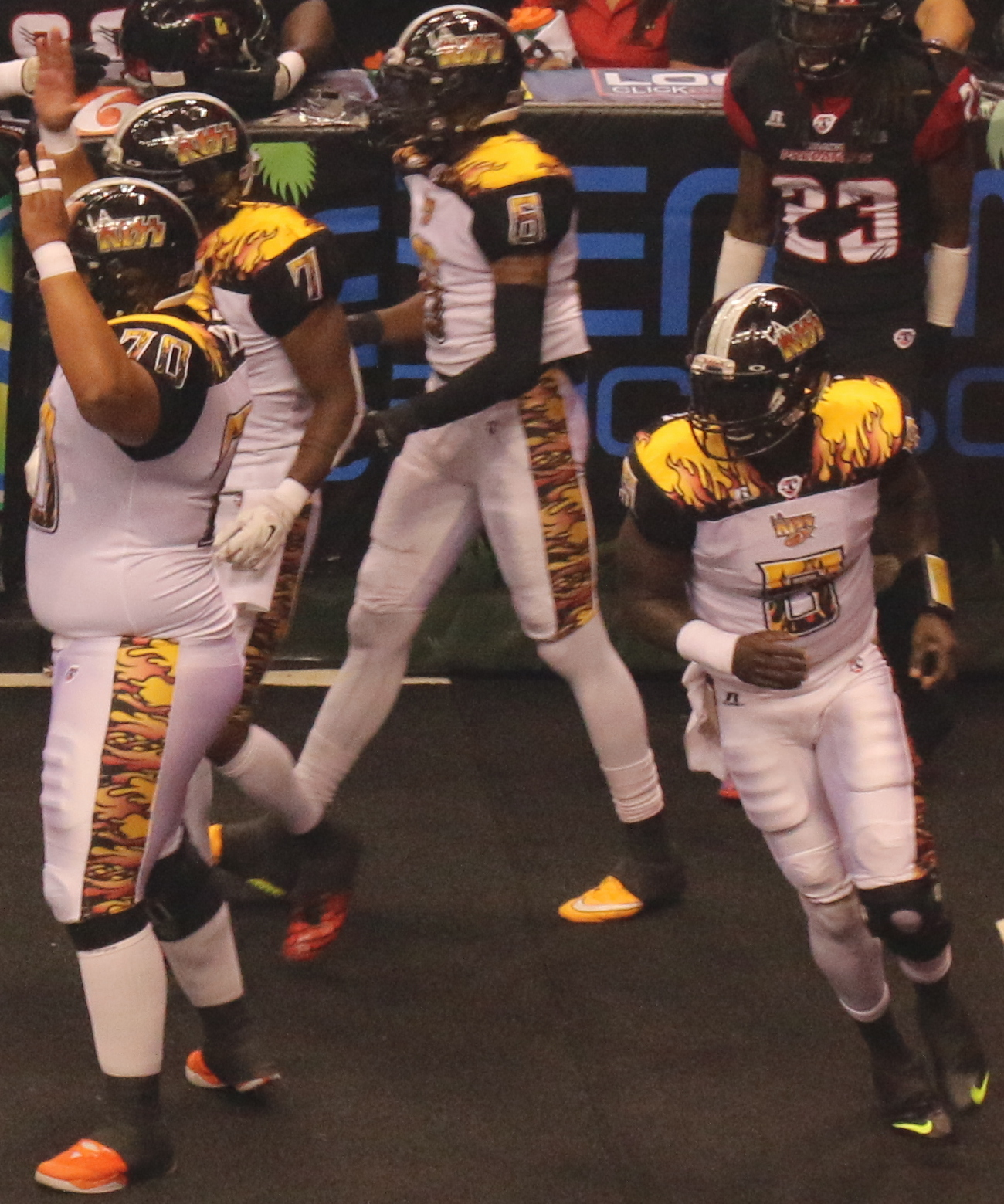
Les joueurs de LA KISS lors d'un match contre les Predators d'Orlando en 2015.

Le 15 août 2013, il est annoncé que Kiss (qui a joué à la mi-temps de l'ArenaBowl XXVI) a acheté une part d'une équipe d'expansion de l'AFL prête à jouer en 2014. Les membres principaux de Kiss, Gene Simmons et Paul Stanley, leur manager, Doc McGhee et le vétéran de la ligue, Brett Bouchy, sont conjointement propriétaires de la franchise. Le 10 septembre 2013, Kiss commence à composer son effectif et échange son premier choix dans la draft de dispersion des joueurs de Rush de Chicago et de Blase de l'Utah aux Barnstormers de l'Iowa  en échange du quarterback J. J. Raterink. Avec leurs deuxième et troisième choix, ils sélectionnent le wide receiver Chase Deadder et le linebacker Antwan Marsh. Le 17 septembre 2013, ils nomment Bob McMillen, l'entraîneur de l'année 2013 de l'AFL premier entraîneur principal de la franchise. Le 18 septembre, les Kiss engagent Schuyler Hoversten, ancien dirigeant des Dodgers de Los Angeles, à titre de président.
Le thème des matchs fait référence au groupe rock Kiss, les matchs débutant par une interprétation à la guitare électrique du Star-Spangled Banner, de la pyrotechnie et de la musique forte étant utilisés tout au long du match, le logo de Kiss étant affiché partout, sur le terrain de football de l'arène, sur la zone des buts et sur les maillots à flammes. Un groupe de danse en cuir noir dénommé Kiss Girls est également présent. Le terrain en gazon synthétique de l’équipe est également recouvert de paillettes argentées.
Le mardi 12 août 2014, AMC présente pour la première fois, 4th and Loud, une série de documentaires en télé-réalité consacrée à la saison inaugurale de l'équipe.
Le 30 octobre 2015, Bob McMillen quitte ses fonctions d'entraîneur principal et de directeur général du Kiss. Peu de temps après, le Kiss engage l'ancien président des Rattlers de l'Arizona, Joe Windham, ainsi que l'ancien joueur et entraîneur adjoint des SaberCats de San José, Omarr Smith, en tant que second entraîneurprincipal de l'histoire de l'équipe.

### Débuts en playoffs
Le Kiss fait sa première apparition en séries éliminatoires le 7 août 2016, face aux Gladiators de Cleveland au premier tour des playoffs de l'AFL. Le match a été joué au Valley View Casino Center de San Diego, en Californie, alors que leur stade, le Honda Center, accueillait au cours de ce week-end le Ringling Bros and Barnum & Bailey Circus et une édition du WWE RAW. Le Kiss s'incline 56-52 face aux Gladiators devant 4692 fans à San Diego. Peu de temps après le match, le capitaine de l'équipe, Donavan Morgan, annonce sa retraite.
Le Kiss cesse ses activités durant l’entre-saison 2016 et l'équipe est liquidée en octobre. Dans un article publié dans Sports Illustrated en avril 2017, il est révélé que le groupe a retiré son soutien à l'équipe peu de temps après la fin de la saison, déclarant en privé qu'ils avaient fait tout leur possible pour maintenir la franchise en vie. Les propriétaires minoritaires ont tenté de trouver de nouveaux investisseurs pour maintenir la franchise à flot, sans succès.

## Équipe de la saison 2016
| Joueur          | Position   |
| --------------- | ---------- |
| Kody Afusia     |            |
| Gustave Benthin |            |
| Qumain Black    |            |
| Travis Bond     | G          |
| Dan Buckner     |            |
| Joey Cejudo     |            |
| Brandon Collins |            |
| Rodney Fritz    | DL, DE     |
| Kevin Goessling |            |
| Chris Gould     | K          |
| Donny Hageman   |            |
| Logan Harrell   |            |
| Andre Heidari   | K          |
| Amarri Jackson  | WR         |
| Rayshaun Kizer  | DB         |
| Mike Lewis      | OL, DL     |
| Colin Madison   | OL         |
| Phil Marfuggi   | K          |
| Jamil Merrell   |            |
| Dontay Moch     | DL         |
| Donovan Morgan  | WR         |
| Rory Nixon      |            |
| Fred Obi        |            |
| Marcus Pittman  | DL         |
| Kalafitoni Pole |            |
| Caesar Rayford  | DL         |
| Terrance Smith  | WR, DB     |
| Danny Southwick | QB         |
| Nathan Stanley  |            |
| DJ Stephens     | WR         |
| Derrick Summers | FB, LB, DL |
| Team            |            |
| Clevan Thomas   | DB         |
| Pete Thomas     |            |
| Sam Tupua       | OL         |
| J.J. Unga       | OL         |
| Josh Victorian  | CB         |
| Fred Williams   | WR         |
| LaQuan Williams | WR         |
| Mike Willie     | WR         |
| Justin Wilson   | WR         |
| Winston Wright  |            |

## Les entraîneurs
| Nom          | Terme     | Saison régulière | Saison régulière | Saison régulière | Saison régulière | Séries éliminatoires | Séries éliminatoires |
| ------------ | --------- | ---------------- | ---------------- | ---------------- | ---------------- | -------------------- | -------------------- |
| Nom          | Terme     | V                | D                | N                | %V               | V                    | D                    |
| Bob McMillen | 2014–2015 | 7                | 29               | 0                | 19,4             | 0                    | 0                    |
| Omarr Smith  | 2016      | 7                | 9                | 0                | 43,8             | 0                    | 1                    |

## Le personnel
- Copropriétaire – Gene Simmons
- Copropriétaire– Paul Stanley
- Copropriétaire – Doc McGhee
- Président/CEO – Joe Windham
- General Manager – Vacant
- Director of Player Personnel – Daniel Frazer
- Director of Scouting – Grady Tucker, Jr.

Head Coach
- Head Coach – Omarr Smith

Offensive Coaches
- Wide Receivers – Russell Shaw

Defensive Coaches
- Defensive Coordinator – Walt Housman
- Defensive Lineman – Grady Tucker, Jr.

Sports Medicine
- Head Athletic Trainer – Bruno F. Silva
- Team Physician – Dr. Luga Podesta
- Team Physician – Dr. Michale Banffy
- Team Internist – Dr. Dennis Jordanides
- Team Neurologist – Dr. Vernon Williams